# Duff Cooper
Alfred Duff Cooper (ur. 22 lutego 1890 w Londynie, zm. 1 stycznia 1954 opodal Vigo) – brytyjski polityk, dyplomata i pisarz, członek Partii Konserwatywnej, minister w rządach Stanleya Baldwina, Neville’a Chamberlaina i Winstona Churchilla.
Był czwartym dzieckiem i jedynym synem chirurga sir Alfreda Coopera i lady Agnes Duff, córki 5. hrabiego Fife. Wykształcenie odebrał w Eton College oraz w New College na Uniwersytecie Oksfordzkim. Po ukończeniu studiów wstąpił do Służby Dyplomatycznej. W 1917 r. wstąpił do Grenadier Guards i walczył we Francji. Dosłużył się stopnia porucznika i został odznaczony Orderem Wybitnej Służby. W 1919 r. poślubił swoją znajomą z czasów studiów, lady Dianę Manners. Cooper miał w późniejszych czasach wiele romansów, m.in. z Daisy Fellowes, Louise Leveque de Vilmorin, Susan Mary Alsop (miał z nią nieślubnego syna, Williama Pattena młodszego) oraz Maxime de La Falaise.
Po powrocie do Służby Dyplomatycznej zajmował się m.in. kryzysem w stosunkach grecko-tureckich na początku lat 20. W 1924 r. został wybrany do Izby Gmin jako reprezentant okręgu Oldham. W styczniu 1928 r. został finansowym sekretarzem w Ministerstwie Wojny. Miejsce w parlamencie utracił po przegranych wyborach parlamentarnych 1929 r., ale odzyskał je w 1931 r. wygrywając wybory uzupełniające w okręgu Westminster St George’s.
W 1931 r. Cooper ponownie został finansowym sekretarzem w Ministerstwie Wojny. W 1934 r. został finansowym sekretarzem skarbu. W 1935 r. objął stanowisko ministra wojny, a w 1937 r. pierwszego lorda Admiralicji. Należał do grona krytyków polityki appeasementu i po podpisaniu układu monachijskiego w 1938 r. podał się do dymisji. Kiedy premierem został w 1940 r. Churchill, Cooper został ministrem informacji. W latach 1941–1943 był Kanclerzem Księstwa Lancaster. W 1944 r. został brytyjskim ambasadorem w Paryżu. Na tej placówce pozostał do 1948 r. Na stanowisku tym podpisał anglo-francuski Traktat z Dunkierki.
Po powrocie do Wielkiej Brytanii otrzymał tytuł szlachecki. W 1952 r. otrzymał tytuł 1. wicehrabiego Norwich i zasiadł w Izbie Lordów. W 1953 r. opublikował swoją autobiografię Old Men Forget. Zmarł w 1954 r. Z małżeństwa z Dianą miał tylko jednego syna, Johna Juliusa, który odziedziczył tytuł wicehrabiego.